# Paula-Marie Bugla
Paula-Marie Bugla (* 12. Juni 1993 in Marburg) ist eine deutsche Schauspielerin und Sängerin.
Bugla wurde im Jahr 2006 von Hans-Werner Honert für die ARD-Kindertelenovela Endlich Samstag! als Jule besetzt. Ab dem 19. Mai 2007 wurden weitere 26 Folgen in Bamberg im Auftrag des Bayerischen Rundfunks von Saxonia Media realisiert. Die Schauspielerin betätigt sich abseits ihrer Arbeit ebenfalls musikalisch.

## Filmografie
- 2006–2008: Endlich Samstag! (Fernsehserie)